# 中央人民政府扫除文盲工作委员会
中央人民政府扫除文盲工作委员会是根据1949年9月27日中国人民政治协商会议第一届全体会议通过的《中华人民共和国中央人民政府组织法》第二十二条的规定，于1952年11月15日设置的一个負責扫除文盲的部门。1952年11月15日，中央人民政府委员会第十九次会议通过决议，为有步骤地扫除文盲，设立中央人民政府扫除文盲工作委员会。

## 职责权限
按照相关规定，中央人民政府扫除文盲工作委员会在政务院文化教育委员会的指导下展开工作。

## 机构设置
1953年机关内设机构：
- 办公厅
- 城市扫除文盲工作司
- 农村扫除文盲工作司
- 编审司
- 研究室

## 组成人员
- 主任委员：楚图南（兼党组书记）
- 副主任委员：李昌、林汉达、祁建华